# 热罗尼莫·黑摩西拉
聖热罗尼莫·黑摩西拉（西班牙语：Jerónimo Hermosilla，越南名：Liêm, Tuấn，法语：Jérôme Hermosilla，拉丁语：Hieronymus Hermosilla, O.P.，1800年9月30日—1861年11月1日）西班牙籍道明会传教士、越南北部的东东京代牧区主教、越南殉道圣人，1861年11月1日諸聖節在海阳殉道，1988年由若望保禄二世封为罗马天主教圣人，纪念日定于11月1日及11月24日（越南殉道圣人）。

## 生平
1800年9月30日，热罗尼莫·黑摩西拉出生于西班牙北部拉里奥哈省圣多明各-德拉卡尔萨达的一个贫苦家庭，是家中九个孩子中最小的一个。他十岁时失去父亲。1809年至1814年间，他住在科尔多温，母亲在此担任本堂神父的仆人。从很小的时候开始，他就向本笃会神父学习。他在15岁那年，进入巴伦西亚的道明会修道院。
1820年，西班牙动荡不安，一些修道院被解散，没收财产；没有宣誓效忠新宪法的神职人员都被监禁、流放或杀害。黑摩西拉被迫中断修道，加入费尔南多七世的部队，直到1823年。当内乱结束时，他提出了申请，并于1823年10月29日发愿加入道明会的玫瑰区会，自愿去远东传扬福音。1824年，他从加的斯港口出发，在海上航行了六个月，于1825年3月2日到达马尼拉。
在马尼拉，他与11名同学一起继续学业。1828年晋铎。1829年5月2日，他与三名法国传教士一起从澳门出发，5月15日到达东京（越南北部）。整个教区只有三名神职人员，其中包括两名主教。面对基督徒的迫害，他艰难地开始了传教生涯。他常常不得不改变自己的名字和住所。迫害开始于1832年，持续了三十年之久。他于1841年被任命为东京宗座代牧區（今天主教海防教区）的主教。1848年，他请求罗马教廷将代牧區划分为两部分，由他管理东东京代牧区，驻海防。
根据嗣德帝的命令，他在1861年10月20日被捕。地方官员要求他践踏放在城门口的耶稣基督的十架苦像，遭到拒绝。他被关在一个小笼子里，于1861年诸圣日被斩首。
热罗尼莫·黑摩西拉于1906年5月26日由庇护十世列福，1988年由若望保禄二世封为越南殉道圣人。